# Liste bekannter Landsmannschafter und Turnerschafter
Die Liste bekannter Landsmannschafter und Turnerschafter verzeichnet bekannte Personen, die Mitglied einer studentischen Landsmannschaft oder Turnerschaft sind oder waren.

## Liste

### Politik, Verwaltung und Justiz
- Friedrich Ackermann (1866–1931) – Oberbürgermeister von Stettin (1907–1931), Turnerschaft Munichia München (heute Turnerschaft Munichia Bayreuth), Turnerschaft Cheruscia Göttingen
- Otto Benesch (1913–2002) – Jurist und Verwaltungsbeamter, Präsident der Landesrechnungshofs Nordrhein-Westfalen (1971–1978),  Landsmannschaft Hansea auf dem Wels zu München
- Wolfram Bergerowski (1936–2009) – Richter und Politiker, Landsmannschaft Schottland
- Otto Beutler (1853–1926) – Oberbürgermeister von Dresden (1895–1915), Landsmannschaft Afrania Leipzig (heute Alte Leipziger Landsmannschaft Afrania Heidelberg)
- Paul-Gerhard Blochwitz (1907–1990) – Generalstaatsanwalt, Landsmannschaft Schottland
- Georg Bretschneider (1901–1995) – Vizepräsident des Bundesrechnungshofs, Landsmannschaft Schottland, Landsmannschaft Afrania
- Carl Heinrich Boerner (1844–1921) – Präsident des OLG Dresden, wirkte an der Entstehung des BGB mit, Landsmannschaft Afrania
- Christoph Bosse (1863–1950), preußischer Abgeordneter, Verwaltungsdirektor der Kgl. Preußischen Museen sowie Kurator der Universität Greifswald, Landsmannschaft Gottinga Göttingen
- Kurt Breucker (* 1934) – Richter im Stammheim-Prozess und weiteren Terroristenprozessen, Turnerschaft Hohenstaufia Tübingen
- Peter Harry Carstensen (* 1947) – Politiker (CDU), Ministerpräsident von Schleswig-Holstein (2005–2012), Landsmannschaft Troglodytia Kiel (später ausgetreten)
- Leo Dautzenberg (* 1950) – Politiker (CDU), Mitglied des Bundestages seit 1998. Seit Ende 2004 Obmann der CDU/CSU-Bundestagsfraktion im Finanzausschuss des Deutschen Bundestages, Mitglied im CDU/CSU-Fraktionsvorstand, Turnerschaft Merovingia-Zittavia zu Köln
- Thomas Dehler (1897–1967) – Politiker (FDP), Bundesminister der Justiz (1949–1953), Bundesvorsitzender (1954 bis 1957) und Fraktionsvorsitzender (1953 bis 1957) der FDP, Studentenverbindung Humanitas (heute Landsmannschaft Alemannia Makaria Würzburg)
- Paul Eckel (1900–1971) – Radiologe und Standespolitiker, Turnerschaft Ghibellinia Heidelberg
- Peter Ehlers (* 1943) – Präsident des Bundesamtes für Seeschifffahrt und Hydrographie (BSH) (seit 1989),[1] Honorarprofessor der Universität Hamburg, Landsmannschaft Hasso-Borussia Marburg
- Walter Erbe (1909–1967) – erster Vorstandsvorsitzende der Friedrich-Naumann-Stiftung (1958–1961), DVP/FDP-Politiker, Rechtsprofessor an der Eberhard Karls Universität Tübingen, Turnerschaft Hohenstaufia Tübingen
- Franz Etzel (1902–1970) – deutscher Politiker (CDU), von 1957 bis 1961 Bundesminister der Finanzen, Straßburger Turnerschaft Cheruscia München
- Erich Gast (1913–1993), Ingenieur, Vizepräsident des Bundespatentgerichts, Turnerschaft Merovingia Darmstadt
- Carl Friedrich Goerdeler (1884–1945, hingerichtet) – Oberbürgermeister von Leipzig (1930–1937) und Widerstandskämpfer des 20. Juli 1944, Alte Turnerschaft Eberhardina-Markomannia Tübingen
- Werner Groß (1910–1983) – Landsmannschaft Hammonia-Marko Natangia Hamburg
- Hartwig Henze (* 1938) – Richter am Bundesgerichtshof (1986–2003), Turnerschaft Asciburgia Würzburg
- Arthur Heitschmidt (1893–1963) – FDP/DPS-Politiker und saarländischer Minister für Finanzen und Forsten (1961–1963), Landsmannschaft Hansea auf dem Wels zu München
- Fritz Hippler (1909–2002) – Reichsfilmintendant (1942–1944), Regisseur des Films Der ewige Jude, Landsmannschaft Arminia Berlin, dann Landsmannschaft Teutonia Heidelberg-Rostock
- Walter Hirche (* 1941) – Politiker (FDP), Minister für Wirtschaft, Arbeit und Verkehr des Landes Niedersachsen (2003–2009), Alte Leipziger Landsmannschaft Afrania (später ausgetreten)
- Max Hörchner (1899–1957), Präsident des Bundesgerichtshofes, Landsmannschaft Plavia Leipzig; Landsmannschaft Suevia Jena
- Felix Kaul (1920–2013) – Bundesanwalt, Landsmannschaft Zaringia
- Holger Krestel (* 1955) – Politiker (FDP), Mitglied des Deutschen Bundestages (2010–2013), Mitglied im Abgeordnetenhaus von Berlin (2001–2006), Landsmannschaft Thuringia Berlin
- Lothar Kreyssig (1898–1986) – Richter und Gründer der Aktion Sühnezeichen und der Aktionsgemeinschaft Solidarische Welt, Landsmannschaft Grimensia Leipzig
- Gunther Krichbaum (* 1964) – Politiker (CDU), Mitglied des Deutschen Bundestages (seit 2002), Vorsitzender des Ausschusses für Angelegenheiten der Europäischen Union (seit 2007), Landsmannschaft Ulmia Tübingen
- Werner Leich (1927–2022) – Landesbischof der Evangelisch-Lutherischen Kirche in Thüringen (1978–1992), Landsmannschaft Hasso-Borussia Marburg
- Theodor Liesching (1865–1922) – 1918 letzter Ministerpräsident des Königreichs Württemberg, Turnerschaft Hohenstaufia Tübingen
- Walter Linse (1903–1953) – Jurist, 1952 in Ost-Berlin durch das Ministerium für Staatssicherheit entführt und 1953 in Moskau exekutiert, Landsmannschaft Saxo-Borussia Leipzig (heute Landsmannschaft Hansea auf dem Wels zu München)
- Sebastian Maack (* 1969) – Politiker (AfD), Bezirksstadtrat in Berlin-Reinickendorf (2016–2021), Mitglied des Bundestages (ab 2025), Landsmannschaft Baltia Rostock, Burschenschaft Thuringia Berlin
- Horst Mahler (1936–2025) – Gründungsmitglied der RAF und ehemaliges Mitglied der NPD (2000 bis 2003), Landsmannschaft Thuringia Berlin (noch zu Studienzeiten ausgetreten)
- Adalbert Oehler (1860–1943) – Oberbürgermeister von Krefeld und Düsseldorf, sowie Professor für Verwaltungsrecht, Landsmannschaft Palaeomarchia Halle
- Günther Oettinger (* 1953) – Politiker (CDU), Ministerpräsident von Baden-Württemberg (2005–2010), EU-Kommissar für Energie (seit 2010), CDU-Mitglied, Landsmannschaft Ulmia Tübingen
- Theodor Parisius (1896–1985) – Verwaltungsjurist und preußischer Landrat, Landsmannschaft Gottinga
- Klaus Prößdorf (1932–2017) – Landrat des schleswig-holsteinischen Kreises Herzogtum Lauenburg (1969–1975), Mitglied des Vorstandes der Deutschen Krankenhausgesellschaft e. V. (DKG) (1975–1984), Geschäftsführer der Krankenhausgesellschaft Nordrhein-Westfalen e. V. (1984–1992), Hauptgeschäftsführer der DKG (1984–1996), Turnerschaft Arminia zu Köln, Landsmannschaft Plavia-Arminia Leipzig
- Hans-Hellmuth Qualen (1907–1993) – Politiker (FDP), Finanzminister des Landes Schleswig-Holstein (1963–1973), Landsmannschaft Cheruscia Kiel (heute Landsmannschaft Slesvico-Holsatia vereinigt mit Landsmannschaft Cheruscia Kiel)
- Friedrich von Riekert (1841–1900) – Regierungsrat und Mitglied des Deutschen Reichstags, Landsmannschaft Schottland
- Paul Rühlmann (1875–1933) – Geschichtslehrer, Ministerialbeamter und Schulbuchautor, Landsmannschaft Saxo-Borussia Leipzig, (heute Landsmannschaft Hansea auf dem Wels zu München)
- Paul Rohloff (1912–2000) – Politiker (CDU), Präsident des Landtages von Schleswig-Holstein (1964–1971), Landsmannschaft Hansea auf dem Wels München
- Jonathan Roth (1873–1924) – Jurist und Mitglied des Deutschen Reichstags, Landsmannschaft Schottland
- Heinrich Sahm (1877–1939) – Senatspräsident der Freien Stadt Danzig (1920–1931) und Oberbürgermeister von Berlin (1931–1934), Turnerschaft Cimbria Greifswald und Turnerschaft Rhenania Berlin (heute Turnerschaft Berlin)
- Ludwig Schwamb (1890–1945) – Jurist und Angehöriger des Kreisauer Kreises, Landsmannschaft Darmstadtia Gießen sowie Landsmannschaft Spandovia Berlin[2]
- Emil Schwamberger (1882–1955), Oberbürgermeister von Ulm (1919–1933), Landsmannschaft Schottland
- Wilhelm Heinrich Solf (1862–1936) – Diplomat, Gouverneur auf Samoa (1900–1911), letzter kaiserlicher Außenminister (1918), seine Frau Hanna Solf wurde vor dem Volksgerichtshof angeklagt, Landsmannschaft Verdensia Göttingen
- Oskar Stäbel (1901–1977) – Direktor des Vereins Deutscher Ingenieure (1937–1941), Mitarbeiter der Organisation Gehlen und „Multifunktionär“ während der Zeit des Nationalsozialismus, Landsmannschaft Suevia Karlsruhe
- Johannes Steinhoff (1913–1994) – General und Inspekteur der Luftwaffe (1966–1970), Vorsitzender des NATO-Militärausschusses (1971–1974), Landsmannschaft Saxo-Suevia Erlangen
- Lothar Steuer (1893–1957) – nationalliberaler Politiker (DNVP, später NR, FDP), war an der Gründung des Coburger Conventes beteiligt, Turnerschaft Germania Bonn, Turnerschaft Alemanno-Borussia Berlin
- Alfred Streim (1932–1996) – Leiter der Zentralen Stelle der Landesjustizverwaltungen zur Aufklärung nationalsozialistischer Verbrechen in Ludwigsburg, Landsmannschaft Hammonia Marko-Natangia zu Hamburg
- Thomas Strobl (* 1960) – Politiker (CDU), Mitglied des Deutschen Bundestages (seit 1998), Landesvorsitzender der CDU Baden-Württemberg (seit 2011), Stellvertretender Bundesvorsitzender der CDU (Seit 2012), Alte Leipziger Landsmannschaft Afrania
- Paul Trautmann (1881–1929), Oberbürgermeister von Frankfurt (Oder) (1917–1925), Oberbürgermeister von Braunschweig (1925–1929), Landsmannschaft Vitebergia Halle und Landsmannschaft Gottinga Göttingen
- Andreas Trautvetter (* 1955) – Politiker (CDU), Thüringer Finanzminister (1994–2002), Thüringer Minister für Bau und Verkehr (2002–2008), CDU-Mitglied, (Landsmannschaft Rhenania zu Jena und Marburg)
- Ernst Weinmann (1907–1947) – Politiker (NSDAP), Zahnarzt, Oberbürgermeister von Tübingen (1939–1945), Landsmannschaft Ghibellinia zu Tübingen
- Karl Weise (1926–2011)[3] – Politiker (CDU), 1990/91 Sächsischer Staatsminister für Umwelt und Landesentwicklung, Landsmannschaft Darmstadtia Gießen
- Karl Wüst (1840–1884) – Oberbürgermeister von Heilbronn (1869–1884), Landsmannschaft Schottland

### Wirtschaft
- Asbach, Hermann und Rudolf – Unternehmer (Asbach Uralt), Landsmannschaft Frankonia Frankfurt, Landsmannschaft Nibelungia Marburg
- Ulrich Haberland (1900–1961) – Chemiker, Vorstandsvorsitzender der neu gegründeten Bayer AG 1951–1961, Turnerschaft Saxo-Thuringia Halle (heute Hallenser Turnerschaft Hasso-Saxonia Kaiserslautern)
- Alfred Haase – Vorstandsvorsitzender der Allianz AG (1962–1971), Landsmannschaft Afrania Leipzig (heute Alte Leipziger Landsmannschaft Afrania Heidelberg)
- Kurt Hansen (1910–2002) – Vorstandsvorsitzender der Bayer AG (1961–1974), Turnerschaft Cheruscia Straßburg zu München
- Hans Heß (1881–1957) – Vorstandsvorsitzender der Allianz AG (1933–1948), Landsmannschaft Afrania Leipzig (heute Alte Leipziger Landsmannschaft Afrania Heidelberg)
- Hugo Junkers (1859–1935) – Ingenieur und Unternehmer, Turnerschaft Rhenania Berlin (heute Turnerschaft Berlin) und Corps Delta Aachen
- Max Otte (* 1964) – Ökonom, Hochschulprofessor, Leiter IVFE, Fondsmanager, Turnerschaft Merovingia-Zittavia Köln
- Paul Reusch (1868–1956) – Vorstandsvorsitzende der Gutehoffnungshütte (1909–1942), baute das Unternehmen zu einem gemischtwirtschaftlichen Konzern aus, Landsmannschaft Saxonia Stuttgart
- Max Rötger (1860–1923), Vorsitzender des Direktoriums der Firma Krupp und Interessenvertreter der Industrie
- Richard Schering (1859–1942) – Apotheker und Unternehmer, Landsmannschaft Zaringia
- Karl Winnacker (1903–1989) – Vorstandsvorsitzender der neu gegründeten Farbwerke Hoechst (1952–1969), Landsmannschaft Guestphalia Braunschweig (heute Turnerschaft Alania Braunschweig), Landsmannschaft Normannia Darmstadt
- Ernst Zimmermann (1929–1985) – Vorstandsvorsitzender der Motoren- und Turbinen-Union (1978–1985), 1985 von der RAF ermordet, Turnerschaft Munichia München (heute Turnerschaft Munichia Bayreuth)

### Wissenschaft
- Paul Adloff (1870–1944) – Zahnmediziner und Anthropologe, Turnerschaft Salia Jena (heute Turnerschaft Salia Jenensis Göttingen)
- Friedrich Aereboe (1865–1942) – Agrarökonom, Landsmannschaft Agronomia Jena (heute SV! Agronomia Gottingensis Göttingen)
- Karl Andree (1808–1875) – Geograph, Publizist und Konsul, Turnerschaft Cheruscia Göttingen
- Karl von Bardeleben (1849–1918) – Anatom, Erforscher der Spermatogenese, Verein Junger Mediziner Jena (Landsmannschaft Rhenania zu Jena und Marburg)
- Walter Bauer (1893–1968) – Erfinder des Plexiglases, Landsmannschaft Hercynia Jena (heute Landsmannschaft Hercynia Jenensis et Hallensis Mainz)
- Hermann Baum (1864–1932) – Mitbegründer der modernen Veterinäranatomie, ATV Saxo-Borussia Dresden (heute Landsmannschaft Hansea auf dem Wels München)
- Otto Bayer (1902–1982) – Chemiker, Turnerschaft Cheruskia München
- Robert Behla (1850–1921) – Mediziner, Landsmannschaft Afrania
- Ernst Berg (* 1948) – Agrarökonom, mehrfach Dekan der Landwirtschaftlichen Fakultät an der Rheinischen Friedrich-Wilhelms-Universität Bonn, Turnerschaft Cimbria-Istaevonia Bonn, Landsmannschaft Salia Bonn
- Karl Bergwitz (1875–1958) – Physiker, leistete Vorarbeiten zur Entdeckung der kosmischen Strahlung, Turnerschaft Ghibellinia Göttingen, Ehrenmitglied der Turnerschaft Alania Braunschweig
- Heinrich Biltz (1865–1943) – Chemiker und Hochschullehrer, Landsmannschaft Cimbria Göttingen (heute Turnerschaft Cimbria Greifswald)
- Artur Blohmke (1888–1957) – Landsmannschaft Marko Natangia Königsberg (Landsmannschaft Hammonia-Marko Natangia zu Hamburg)
- Hans Brand (1879–1959) – Geologe, Bergbauingenieur und SS-Mitglied, entdeckte die Teufelshöhle bei Pottenstein, Landsmannschaft Schyria München (heute Landsmannschaft Hansea auf dem Wels München)
- Gustav Brandes (1862–1941) – Zoologe, Parasitologe, Hochschullehrer, Zoodirektor in Halle und Dresden, Turnerschaft Markomannia Freiburg (heute Turnerschaft Markomanno-Albertia Freiburg)
- Johann Friedrich Burscher (1732–1805) – Professur für Philosophie und siebenmaliger Rektor der Universität Leipzig, Predigergesellschaft Sorabia (heute Landsmannschaft im CC Sorabia-Westfalen Münster)
- Adolf Butenandt (1903–1995) – Biochemiker, Nobelpreis für Chemie 1939, Präsident der Max-Planck-Gesellschaft (1960–1972), Turnerschaft Philippina Marburg
- Friedrich August Carus (1770–1807) – Psychologe und Philosoph, Predigergesellschaft Sorabia (heute Landsmannschaft im CC Sorabia-Westfalen Münster)
- Johannes Conrad (1839–1915) – Professor für Nationalökonomie in Jena und Halle, Landsmannschaft Agronomia Jena (heute SV! Agronomia Gottingensis Göttingen)
- Christian August Crusius (1715–1775) – Philosoph und evangelischer Theologe, Predigergesellschaft Sorabia (heute Landsmannschaft im CC Sorabia-Westfalen Münster)
- Otto Dempwolff (1871–1938) – Sprachwissenschaftler und Ethnologe, Turnerschaft Schaumburgia Marburg
- Wilhelm Dörpfeld (1853–1940) – Archäologe, Ausgrabungsleiter in Troja und Olympia – Klassisch-Philologischer Verein Jena (heute Landsmannschaft Rhenania zu Jena und Marburg)
- Max Ebert (1879–1929) – Prähistoriker, Lehrtätigkeit in Königsberg, Riga und Berlin, Turnerschaft Rhenopalatia Heidelberg
- Christian Eckert (1874–1952) – Wirtschaftswissenschafter, Oberbürgermeister von Worms, Landsmannschaft Teutonia Bonn
- Max Eckert-Greifendorff (1868–1938) – Geograph und Kartentheoretiker, Turnerschaft Rheno-Borussia Aachen
- Wilhelm Ellenberger (1848–1929) – Professor für Veterinärmedizin an der Tierärztlichen Hochschule Dresden, Königlich Sächsischer Geheimrat, Rektor der Hochschule und Namensgeber des Nachwuchsförderpreises der veterinärmedizinischen Fakultät Leipzig, Landsmannschaft Saxo-Borussia Leipzig (heute Landsmannschaft Hansea auf dem Wels zu München)
- Rolf Emmrich (1910–1974) – Internist, Ordinarius für Medizin in Leipzig, Landsmannschaft Schottland
- Otto Engels (1875–1960) – Agrikulturchemiker, Landsmannschaft Saxonia (heute Landsmannschaft Alemannia Makaria Würzburg)
- Eugen Englisch (1869–1905) – Photochemiker, Professor für Photographie, Landsmannschaft Schottland
- Rainer Fetscher (1895–1945) – Mediziner und Erbforscher, Landsmannschaft Schottland
- Paul Flechsig (1847–1929) – Neuroanatom und Namensgeber des Paul-Flechsig-Instituts für Neuroanatomie der Universität Leipzig, Alte Leipziger Landsmannschaft Afrania Heidelberg
- Michael Gebühr (1942–2021) – Prähistoriker, Landsmannschaft Palaio-Silesia[4]
- Andreas Graeber (* 1952) – Althistoriker, Landsmannschaft Schottland
- Walter Goetz (1867–1958) – Historiker, Turnerschaft Munichia München (heute Turnerschaft Munichia Bayreuth)
- Richard Götze (1890–1955) –  Professor der Veterinärmedizin und Rektor Tierärztliche Hochschule Hannover, Landsmannschaft Saxo-Borussia Leipzig, (heute Landsmannschaft Hansea auf dem Wels zu München)
- Ernst Haeckel (1834–1919) – Anatom, später Zoologe – Verfechter der Abstammungslehre Darwins in Deutschland, „Neuformer der Biologie“, Verein Junger Mediziner Jena, heute (Landsmannschaft Rhenania zu Jena und Marburg)
- Otto Hahn (1879–1968) – Chemiker, Entdecker der Kernspaltung (mit Fritz Strassmann), Nobelpreis für Chemie 1944, Präsident der Max-Planck-Gesellschaft (1948–1960), Naturwissenschaftlich-Medizinischer Verein (heute Landsmannschaft Nibelungia Marburg). (1933 Austritt Hahns aus Protest gegen den 'Arierparagraphen').
- Konrad Dietrich Haßler (1803–1873) – Pädagoge, Orientalist, Philologe, Politiker und erster württembergischer Landeskonservator für Denkmalpflege, Landsmannschaft Ulmia Tübingen
- Friedrich Hayn (1863–1928) – Astronom, Landsmannschaft Afrania
- Oskar Hertwig (1849–1922) – Anatom und Zoologe, Entdecker des Zellkerns als Träger der Erbinformation, Verein Junger Mediziner Jena (heute Landsmannschaft Rhenania zu Jena und Marburg)
- Gottlob Honold (1876–1923) – Erfinder der Hochspannungs-Magnetzündung, Landsmannschaft Saxonia Stuttgart
- Sigurd Hofmann (1944–2022) – Physiker beim GSI Helmholtzzentrum für Schwerionenforschung, ihm gelang der Nachweis des Roentgeniums,[5] Landsmannschaft Chattia Gießen, Hallenser Turnerschaft Hasso-Saxonia Kaiserslautern
- Wilhelm Jesse (1887–1971) – Historiker, Numismatiker, Turnerschaft Ghibellina München
- Friedrich August Kekulé von Stradonitz (1829–1896) – Chemiker, fand die Strukturformel des Benzols, Ehrenmitglied der Turnerschaft Cimbria Bonn (heute Bonner Turnerschaft Cimbria-Istaevonia)
- Georg Kleinschmidt (* 1938) – Geologe und Polarforscher, Landsmannschaft Schottland
- Jürgen Kloosterhuis (* 1950) – Archivar und Historiker. Direktor des Geheimen Staatsarchivs Preußischer Kulturbesitz. Neoborussia Halle zu Freiburg, Preußen Danzig et Akademische Grenzlandsmannschaft Cimbria Wien.
- Theodor Koch-Grünberg (1872–1924) – Anthropologe und bedeutender Indianerforscher, Landsmannschaft Darmstadtia Gießen[6]
- Curt Kosswig (1903–1982) – Zoologe, Landsmannschaft Marchia Berlin zu Osnabrück
- Karl Lehmann (1858–1918) – Professor der Rechtswissenschaft und Rektor der Universität Rostock (1904), Landsmannschaft Mecklenburgia-Rostock.
- Johannes Luther (1861–1954) – Universitätsbibliotheksdirektor in Greifswald, Landsmannschaft Palaiomarchia Berlin (heute Landsmannschaft Preußen Berlin)
- Friedrich Kretschmann (1858–1934) – HNO-Arzt, begründete den Vorläufer der HNO-Klinik Magdeburg, Landsmannschaft Gottinga Göttingen
- Gottfried Münzenberg (1940–2024) – Physiker, hatte wesentliche Anteile an der Synthetisierung der Elemente Bohrium (Bh), Meitnerium (Mt), Hassium (Hs), Darmstadtium (Ds) und Copernicium (Cn), Landsmannschaft Chattia Gießen, Hallenser Turnerschaft Hasso-Saxonia Kaiserslautern
- Ludwig Narziß (1925–2022) – Brauwissenschaftler, Landsmannschaft Bavaria Weihenstephan
- Josef Nöcker (1919–1989) – Mediziner und Sportfunktionär, Landsmannschaft Afrania Leipzig (heute Alte Leipziger Landsmannschaft Afrania Heidelberg)
- Hermann Oncken (1869–1945) – Historiker, Landsmannschaft Spandovia Berlin
- Walter Reppe (1892–1969) – Reppe-Chemie, Forschungsleiter der BASF (1948–1957), Landsmannschaft Hercynia Jena (heute Landsmannschaft Hercynia Jenensis et Hallensis zu Mainz)
- Gerhard Richter-Bernburg (1907–1990) – ehem. Präsident der Bundesanstalt für Geowissenschaften und Rohstoffe (BGR) (–1972), Turnerschaft Cheruscia Göttingen (später ausgetreten)
- Oskar Röder (1862–1954) – Veterinärmediziner, Namensgeber der Oskar-Röder-Ehrenplakette, Landsmannschaft Saxo-Borussia Leipzig (heute Landsmannschaft Hansea auf dem Wels zu München)
- Ferdinand Sauerbruch (1875–1951) – gilt als der bedeutendste und einflussreichste Chirurg der ersten Hälfte des 20. Jahrhunderts, zunächst pharmazeutisch-naturwissenschaftlichen Vereins „Pharmacia“ (heute Landsmannschaft Hasso-Borussia Marburg), nach seinem Austritt dort Naturwissenschaftlicher-Medizinische Verein Studierender zu Marburg (heute Landsmannschaft Nibelungia Marburg), dort wegen ungebührlichem Verhalten als Fux abgegeben und dann Turnerschaft Borussia Jena (heute Turnerschaft Salia Jenensis Göttingen)
- Georg Schmorl (1861–1932), Arzt und Pathologe, Landsmannschaft Grimensia Leipzig
- Heinrich Schönfelder (1902–1944, verschollen) – Jurist, Herausgeber der bis Mitte 2021 „Schönfelder“ genannten Gesetzessammlung „Habersack“, Landsmannschaft Schottland
- Ernst Schubert (1941–2006) – Historiker, Professor für Niedersächsische Landesgeschichte in Göttingen, Landsmannschaft Alemannia Makaria Würzburg
- Ludwig Sütterlin (1863–1934) – Linguist und Germanist, Landsmannschaft Zaringia Heidelberg
- Friedrich Thieding (1893–1967) – Vorsitzender des Hartmannbundes (1949–1959), Namensgeber der Friedrich-Thieding-Stiftung, Großes Verdienstkreuz der Bundesrepublik Deutschland 1956,  Landsmannschaft Hansea auf dem Wels zu München
- Theodor Thierfelder (1824–1904) – Mediziner, Landsmannschaft Afrania
- Hermann Tiemann (1899–1981) – Romanist und Bibliothekar, Bibliotheksdirektor der Staats- und Universitätsbibliothek Hamburg und Professor für Romanische Philologie an der Universität, Landsmannschaft Schottland
- Erwin Weinmann (1909–1945), Arzt, Landsmannschaft Ghibellinia zu Tübingen
- Rudolf Wetzel (1895–1983) – Professor der Veterinärmedizin,  Landsmannschaft Hansea auf dem Wels zu München
- Helmut Wohlfahrt (1936–2017) – Ingenieurwissenschaftler, Landsmannschaft Borussia und Landsmannschaft Afrania
- Alexander von Zagareli (1844–1929) – Professor der Linguistik an der Universität Sankt Petersburg und Mitbegründer der Staatlichen Universität Tiflis, Landsmannschaft Schottland

### Kultur und Sport
- Josef Buchhorn (1875–1954) – Mitglied des Preußischen Landtages für die DVP, Schriftsteller, dichtete das Lied „Student sein“, Turnerschaft Frankonia Münster (heute Münsteraner Burschenschaft Franconia), Turnerschaft Hohenstaufia Tübingen, Turnerschaft Hansea Danzig (später Turnerschaft Hansea-Danzig Dortmund, heute vertagt)
- Michel Buck (1832–1888) – Mediziner, Kulturhistoriker und schwäbischer Dialektdichter, Landsmannschaft Ulmia Tübingen
- Carl Bulcke (1875–1936) – Schriftsteller und Staatsanwalt, Landsmannschaft Cimbria Freiburg
- Karl von Doll (1834–1910) – Regierungsdirektor und Schriftsteller, Landsmannschaft Schottland
- Max Dreyer (1862–1946) – Schriftsteller und Dramatiker, Gründungsbursch der Turnerschaft Baltia Rostock (heute Akademische Landsmannschaft Baltia Rostock)
- Emil Gött (1864–1908) – Schriftsteller, Turnerschaft Markomannia Freiburg (heute Turnerschaft Markomanno-Albertia Freiburg)
- Paul Grabein (1869–1945) – Jurist und Schriftsteller, Landsmannschaft Guilelmia Berlin (heute Landsmannschaft Brandenburg Berlin) und Landsmannschaft Suevia Jena (heute Landsmannschaft Saxo-Suevia Erlangen)
- Franz von Liszt (1851–1919) – Komponist, AGV Paulus Jena (Landsmannschaft Rhenania zu Jena und Marburg)
- Hermann Löns (1866–1914) – Schriftsteller, Turnerschaft Cimbria Greifswald und Landsmannschaft Verdensia Göttingen
- Anton Ohorn (1846–1924) – Lehrer, Dichter und Schriftsteller, Ehrenmitglied Landsmannschaft Concordia Chemnitz zu Ulm
- Theodor Hermann Pantenius (1843–1915) – deutsch-baltischer Schriftsteller und Redakteur, Landsmannschaft Hannovera auf dem Wels (heute Landsmannschaft Hansea auf dem Wels zu München)
- Alfons Paquet (1881–1944) – Schriftsteller, Mitglied der Turnerschaft Ghibellinia zu Heidelberg
- Hans-Heinrich Sievert (1909–1963) – Leichtathlet und Olympiateilnehmer 1932, stellte in den Jahren 1933 und 1934 Weltrekorde im Zehnkampf auf, Turnschaft Saxo-Thuringia Halle (heute Hallenser Turnerschaft Hasso-Saxonia Kaiserslautern)
- Peter Thorwarth (* 1971) – Regisseur, Mitglied von T! Cheruscia München
- Erwin Tochtermann (1930–2023) – Journalist und Publizist,  Landsmannschaft Hansea auf dem Wels zu München
- Wilhelm Trübner (1851–1917) – Maler, gehörte dem so genannten „Leibl-Kreis“ an, Landsmannschaft Suevia Karlsruhe
- Erich Witzmann (* 1945) – Journalist, Mitglied der Grenzlandsmannschaft Cimbria zu Wien.
- Armin Fink (* 1960) – Musikdirektor FDB, Verbandschorleiter Chorverband Kurpfalz Heidelberg, Landsmannschaft Zaringia Heidelberg
- Heinrich Spoerl (1887–1955) – Jurist und Autor (Die Feuerzangenbowle), Landsmannschaft Nibelungia Marburg